# Hisanori Takahashi
Hisanori Takahashi (高橋尚成, Takahashi Hisanori, nacido el 3 de abril de 1975 en Sumida, Tokio, Japón) es un jugador de béisbol japonés que juega para los New York Mets como pitcher.

## Trayectoria
Takahashi pasó 9 años de su carrera profesional en Japón, jugando para los Yomiuri Giants de la Nippon Professional Baseball. Era un pitcher de gran sutileza con una fastball entre 86-89 mph (topes de 92 mph), y también slider, curveball, y screwball.
El 11 de febrero de 2010, Takahashi firmó un contrato con los New York Mets. Takahashi comenzó la temporada 2010 en el bullpen de los Mets. El 21 de mayo, hizo su primera aparición como pitcher titular contra los New York Yankees, lanzando durante 6 entradas sin recibir tantos. Debido a la lesión de Francisco Rodríguez, actualmente es el closer de los Mets.